# Žuta
Žuta boja:
- je osnovna komplementarna boja (uz cijan i magentu)
- nastaje aditivnim miješanjem sljedećih boja: crvena i zelena
- ima u RGB-u vrijednost (255, 255, 0) decimalno ili FFFF00 heksadecimalno
- ima oznaku 1000 do 1037 u RALovu sustavu boja.
- s crvenom i plavom čini osnovne boje